# Авл Юний Пастор
Авл Юний Пастор Луций Цезенний Соспет (лат. Aulus Iunius Pastor Lucius Caesennius Sospes) — римский государственный деятель второй половины II века.
Пастор происходил из италийского рода. Его отцом был Публий Юний Пастор. Позже Авл был усыновлён представителем рода Цезенниев.
Пастор начал свою карьеру в Риме как монетный триумвир, затем был начальником эскадрона римской кавалерии. Впоследствии он занимал должности легата XIII Парного легиона, квестора, народного трибуна, легата в провинции Азия, а около 154 года — претора.
В 156—159 году Соспет был легатом XXII легиона Фортуны Перворожденной, а в 159/160—161/162 годах наместником провинции Белгика. В 163 году он находился на посту ординарного консула вместе с Марком Понтием Лелианом. Около 165 года Пастор был куратором, ответственным за строительство зданий в Риме.